# طريق بوغور الدائري
طريق بوغور الدائري (بالإنجليزية: Bogor Ring Road)‏ هي مأصر تقع في إندونيسيا في .